# Eusphecia melanocephala
De zwartkophoornaarsvlinder of Eusphecia melanocephala is een vlinder uit de familie wespvlinders (Sesiidae), onderfamilie Sesiinae.

## Beschrijving
De zwartkophoornaarvlinder is relatief gemakkelijk te herkennen aan het typische zwarte lijf met dunne gele dwarsbanden op bijna elk segment. Deze kleurencombinatie doet wel eens denken aan een wesp of een hoornaar. Heel wat insecteneters zien dit als een waarschuwing. Deze uitstekende bescherming voor de onschuldige nachtvlinder is een voorbeeld van mimicry van Bates. De antennen kleuren geelbruin tot roodbruin. De voorvleugels zijn bijna volledig transparant met bruinachtige schubben. De gekleurde schubben zijn duidelijker afgetekend bij de vrouwelijke individuen. De spanwijdte van de vleugels varieert van 28 tot 40 mm.

## Naamgeving
Eusphecia melanocephala is voor het eerst wetenschappelijk beschreven door Dalman in 1816. Vroeger werd de naam Sesia melanosephala gebruikt. Deze soort is echter kleiner dan de andere vlinders uit dit geslacht en ook de mannelijke - en vrouwelijke genitaliën en levensgewoonten wijken sterk af. Tegenwoordig wordt de zwartkophoornaarvlinder geklasseerd onder het genus van de Eusphecia. De Nederlandse benaming zwartkophoornaarvlinder wijst dan weer op de gelijkenis met de hoornaar.

## Levenswijze

### Ei
De eitjes worden solitair afgezet in zwellingen rond de basis van dode takken. De vlinders gaan op zoek naar ratelpopulier op relatief zonnige standplaatsen om de eieren te leggen.

### Rups
De rups van de zwartkophoornaarvlinder is 21 tot 25 mm groot. Deze soort is nauw monofaag en endofaag: ze leven en eten in hun waardplant, de ratelpopulier. De rupsen zijn bleek geelwit en hebben goed ontwikkelde kaken. Kenmerkend is de dubbele rij haken aan de borstpoten.
De rupsen overwinteren vaak verschillende keren vooraleer ze verpoppen. Net voor de tweede overwintering graven de rupsen een tunnel door de dode tak. Er wordt aangenomen dat ze zich uitsluitend met de sappen van de boom voeden gezien de vrij korte gangen die ze maken. Na een tweede (of derde) overwintering verbreden de rupsen de tunnels en zorgen ze voor een uitsluipgang naar buiten, waarbij ze een dun laagje schors laten zitten en versterken met zijdedraden. De uitgang bevindt zich dikwijls aan de bovenkant van de dode tak om te voorkomen dat de pop naar beneden zou vallen.

### Pop
De rupsen verpoppen in de gang van de dode tak. Deze soort maakt geen cocon en de pop is relatief mobiel en verrassend snel. De pop is slank en lichtbruin en de achterlijfsegmenten bezitten van kleine haakjes. De pop breekt het membraan dat de uitgang afsluit. Vooraleer de vlinder uitkomt zal de pop zich al grotendeels naar buiten begeven.

### Imago
Hoewel de zwartkophoornaarvlinder een nachtvlinder is, is dit insect vooral dagactief. De vliegtijd valt in juni-juli.

## Voortplanting
Wanneer de wijfjes ontpoppen, zijn ze vaak snel bereid om te paren. Ze lokken mannetjes met feromonen en blijven dikwijls in de buurt van hun geboorteplaats. De vrouwelijke vlinders gaan snel over tot het afzetten van eitjes. De imago's hebben maar een vrij korte levensduur.

## Habitat
Deze monofage soort leeft enkel in ratelpopulier (Populus tremula). De soort verkiest bomen op zonnige standplaatsen en is dus vooral te vinden in open bossen of open groepen ratelpopulieren, vaak langs wegen of velden.

## Verspreiding
De zwartkophoornaarvlidner is een Euraziatische soort maar verspreidt zich vooral in Centraal-Europa. In het noorden komen ze voor tot in Scandinavië. De zuidelijke grens is minder goed gedocumenteerd. Er zijn waarnemingen in Spanje, Frankrijk, Italië, Groothertogdom Luxemburg, Duitsland, Zwitserland, Oostenrijk, Polen, Tsjechië, Slovakije, Hongarije, Roemenië, Slovenië, Kroatië, Oekraïne, Rusland, Wit-Rusland, Estland, Letland, Litouwen, Noorwegen, Zweden, Finland, Nederland en België.

#### Situatie in de Benelux
In de Benelux zijn de eerste individuen in het Groothertogdom Luxemburg gevonden. De eerste Belgische exemplaren dateren vermoedelijk van 1999. In België is de soort zeldzaam.
In Nederland dateert de eerste vondst van 2018.